# Jevdokija
Jevdokija (russisk: Евдокия) er en sovjetisk spillefilm fra 1961 af Tatjana Lioznova.

## Medvirkende
- Ljudmila Khitjaeva som Jevdokija
- Nikolaj Lebedev som Jevdokim
- Alevtina Rumjantseva som Natalja
- Ljuba Basova
- Olga Narovtjatova